# Olesicampe melanogaster
Olesicampe melanogaster är en stekelart som först beskrevs av Thomson 1887.  Olesicampe melanogaster ingår i släktet Olesicampe och familjen brokparasitsteklar. Arten är reproducerande i Sverige. Inga underarter finns listade i Catalogue of Life.